# یواس‌اس متود (ای‌ام-۲۶۴)
یواس‌اس متود (ای‌ام-۲۶۴) (به انگلیسی: USS Method (AM-264)) یک کشتی بود که طول آن ۱۸۴ فوت ۶ اینچ (۵۶٫۲۴ متر) بود. این کشتی در سال ۱۹۴۳ ساخته شد.